# Helder Barbalho
Helder Zahluth Barbalho (Belém, 18 maggio 1979) è un politico brasiliano, figlio dell'ex governatore dello stato del Pará Jader Barbalho e della deputata Elcione Therezinha Zahluth.

## Biografia
Barbalho figura nella lista dei parlamentari più influenti del Congresso. La mappa è fatta annualmente da DIAP (Dipartimento di Inter-Parlamentare consultivo), che rappresenta 900 organizzazioni sindacali dei lavoratori si sono radunati nel centro di confederazioni, federazioni, sindacati e associazioni provenienti da tutto il Brasile.